# Mazda Ryuga
Der Mazda Ryuga ist ein Konzeptfahrzeug, das von Mazda und ihrer damaligen Muttergesellschaft Ford 2007 auf der North American International Auto Show in Detroit vorgestellt wurde. Dieser Wagen ist zusammen mit dem Nagare, der auf der Greater Los Angeles Auto Show eine experimentelle Designstudie, die die weitere Entwicklung des Designs künftiger Mazda-Personenwagen aufzeigen soll. Der Begriff Ryuga (sprich: „Rie-juh-ga“) ist japanisch und bedeutet im Deutschen „huldvoller Fluss“.

## Außenausstattung
Die großen 21”-Räder befinden sich an den vier Ecken einer stabilen, ausgewogenen Stellung. Die Karosserie hat zwei Flügeltüren und ist deutlich kürzer und niedriger als der 4-sitzige Sportwagen RX-8.

## Innenausstattung
Der Ryuga bietet Platz für 4 Passagiere in einem typischen 2+2-Arrangement mit vier Einzelsitzen und einem loungeartigen Raum für die Rücksitzpassagiere. Die „gleitende“ Mittelkonsole mit verlängerten Schalen beinhaltet einen Multifunktions-Touchscreen für Bedienelemente und Anzeigen. Eine Reihe von CCD-Kameras zeigen den Raum hinter dem Fahrzeug und den toten Winkel des Rückspiegels. Das Lenkrad ist oben offen und mit einem elektrischen Lenksystem („Steer by wire“) verbunden.

## Leistung
Der Ryuga hat einen Motor, der mit Alkohol (E85) und Benzin betrieben werden kann.

## Technische Daten
- Motor: 2,5 l-MZR-Motor für E85 und Benzin
- Getriebe: 6-stufige Automatik
- Antrieb: Vorderräder
- Räder: 21"
- Reifen (vorne/hinten): 245/35 R21 (93W) Toyo Proxes